# Distrito de Colta
El distrito de Colta es uno de los diez distritos que conforman la Provincia de Páucar del Sara Sara, ubicada en el Departamento de Ayacucho, en el Perú.

## Historia
El distrito fue creado el 24 de julio de 1952.[cita requerida]

## Caseríos
- Vitama
- Pomacocha
- Vilcar
- Jawanamarca
- Llamoqpampa
- Chiqchipampa

## Festividades
- Enero: Fiesta al Niño Reyes de Colta - 5 de enero
- Febrero: Martes antes del Miércoles de ceniza: fiesta carnaval día central
- Semana Santa: Mes de abril, según el año litúrgico
- Mayo: Fiesta de los cruces, 1º de mayo
- Junio: Fiesta de Herranzas
- Julio: Fiestas patrias 28 y 29
- Agosto: Virgen de Lourdes - 1 de agosto, día central
- Octubre: Fiesta Patronal del distrito de Colta "Virgen del Rosario"- 1.er Domingo
- Noviembre: Fiesta de todos los Santos - 1º noviembre
- Diciembre: Nacimiento del Niño Jesús 25 de diciembre y fin de año 31

## Autoridades

### Municipales
- 2019 - 2022[1]
  - Alcalde: Hildebrando Heredia Neyra, de Movimiento Regional Gana Ayacucho.
  - Regidores:

  1. Manuel Jesús Villegas Cruces (Movimiento Regional Gana Ayacucho)
  2. Jhon Guerlio Paredes Canales (Movimiento Regional Gana Ayacucho)
  3. María Pilar Falcón Villaverde (Movimiento Regional Gana Ayacucho)
  4. Pablo Cayo San Miguel (Movimiento Regional Gana Ayacucho)
  5. Mauro Andrés Cayo Quijua (Musuq Ñan)

Alcaldes anteriores
- 2011-2014: Tito Chirhuana Vargas